# Nås, Hedemora kommun
Nås är en by i Hedemora socken i Hedemora kommun belägen cirka 5 km söder om Hedemora. Sedan 2023 avgränsar SCB området som en småort. 